# Minogame
Œuvres principales
- Urashima Tarō

La minogame (蓑亀 ; « tortue-cape »), est une tortue dont la carapace est parasitée par des algues vertes formant un appendice semblable à une queue. Il s’agit également d’une créature présente dans la mythologie et le folklore asiatique dont les occurrences remontent à des périodes anciennes.

## Étymologie
La minogame tire son nom de cette fameuse queue évoquant un imperméable en paille de riz, porté par les agriculteurs japonais (蓑 ; mino). La bête est également désignée sous le terme de ryokusoukame (緑藻亀 ; « tortue à cape verte »).
En Chine, cette tortue est désignée sous le nom de lǜmáoguī (綠毛龜 ; 绿毛龟 ; « tortue à fourrure verte ») et transmise au Japon sous le nom de midorimokame (緑毛亀).

## Origines

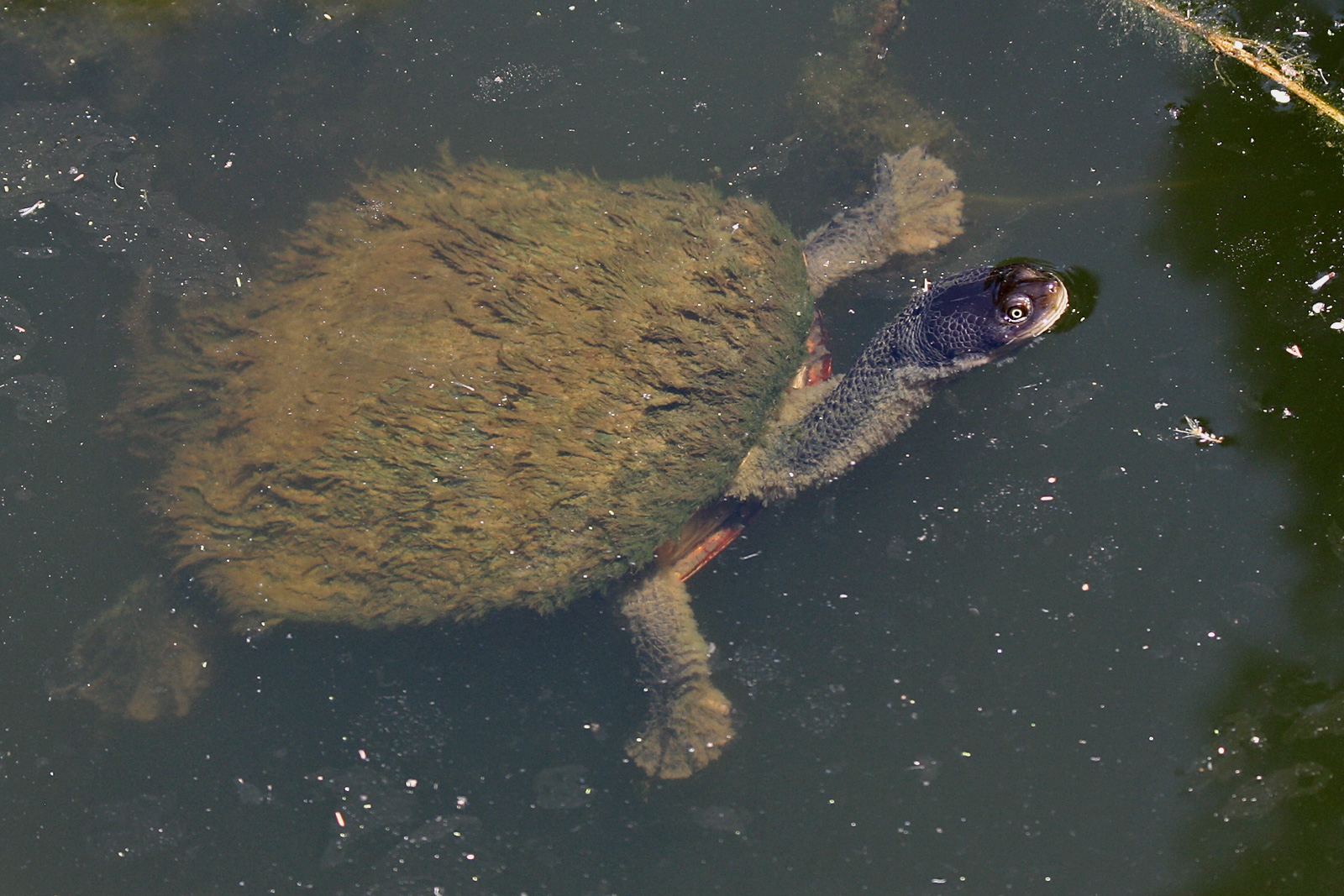
Tortue-girafe d’Australie (Chelodina longicollis) recouverte d'algues vertes

Les minogame sont des tortues d’eau douce. Bien que des algues puissent parfois s’attacher à des tortues de mer, elles ne créent pas les longues « queues » caractéristiques du minogame.
En Chine et il est même possible de faire pousser des algues vertes artificielles sur la carapace des tortues. Plusieurs ouvrages destinés au grand public décrivent les méthodes d’élevage de ces animaux.
Les premières études scientifiques sur ces algues ont été réalisées par le phycologue américain Collins, qui a identifié que les algues du minogame appartiennent au groupe des algues vertes, la des Ulvophyceae, du genre Basicladia. Quatre espèces appartenant à ce genre sont susceptibles de s’accrocher aux carapaces des tortues d’eau douce, y compris des espèces vivant loin des contrées d’Asie du Sud-Est.

## Croyances

### Description

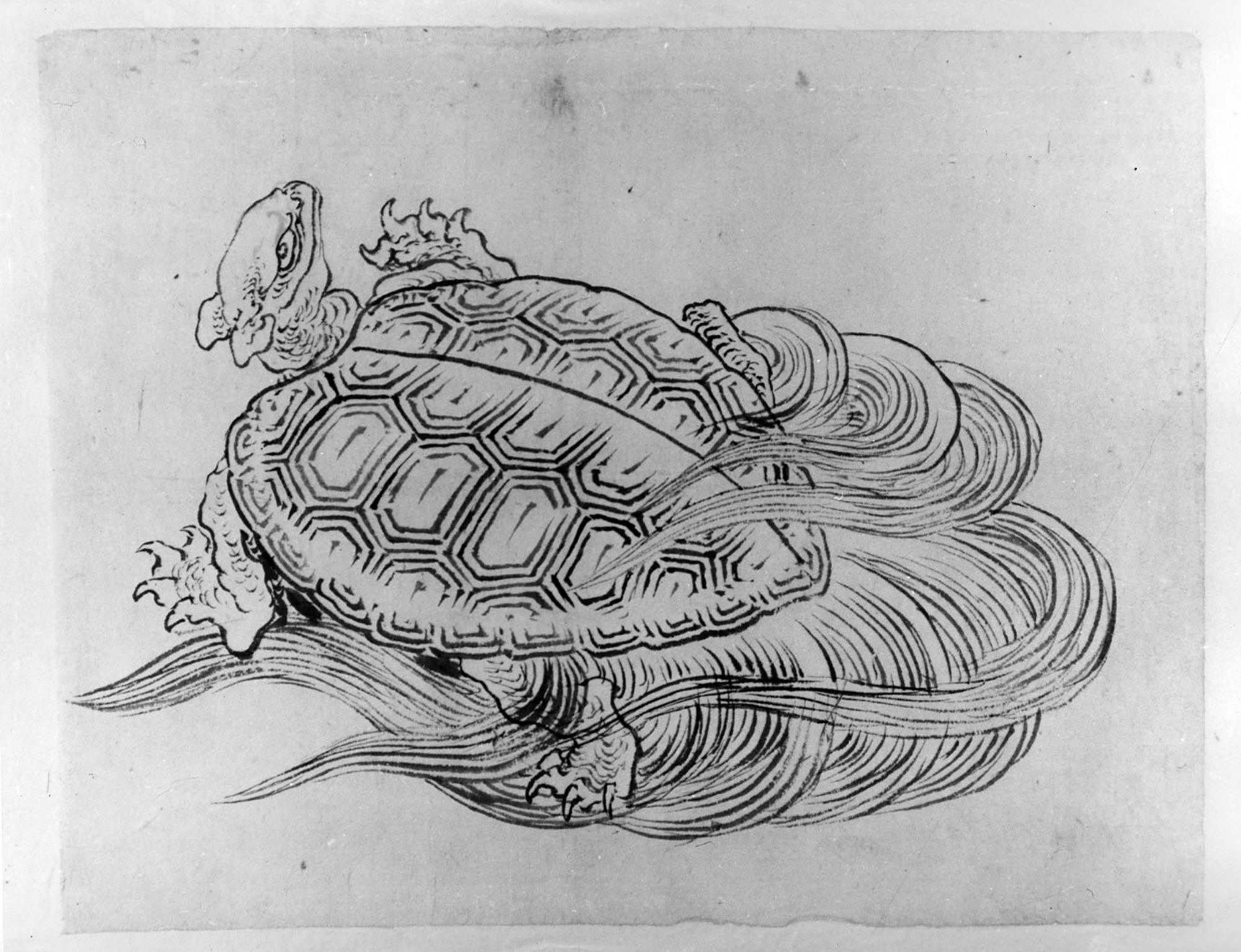
Une minogame à oreilles, par Hokusai

Le créature est décrite comme étant une tortue aquatique, si la tortue d’eau douce est généralement représentée, l’image d’une tortue marine revient aussi fréquemment dans les représentations artistiques et les histoires. Elle est caractérisée par les fameuses excroissances filandreuses sur la partie postérieur de la carapace, rappelant une queue. Cette excroissance peut se diviser en plusieurs segments, généralement deux ou trois. La carapace de la tortue est parfois décorée de motifs hexagonaux, parfois incrustée de joyaux. La taille de la minogame est très variable, allant de la taille de la paume d’une main à une taille suffisante pour transporter un homme sur son dos. Sur certaines illustrations, les minogame sont représentées avec une paire d’oreilles et une mâchoire garnie de dents.

### Histoire
Les premières mentions du minogame remonteraient à des écrits chinois au Ve siècle, pour finalement être transmis au Japon au cours de la période Heian. Au cours de l’histoire japonaise, les périodes Jingai (神亀)(724 - 729) et Genki (元亀)(1570 - 1573) ont été nommées en référence à l’apparition ou à la capture d’une de ces tortues, pour s’assurer un règne prospère.

### Représentations et symboliques

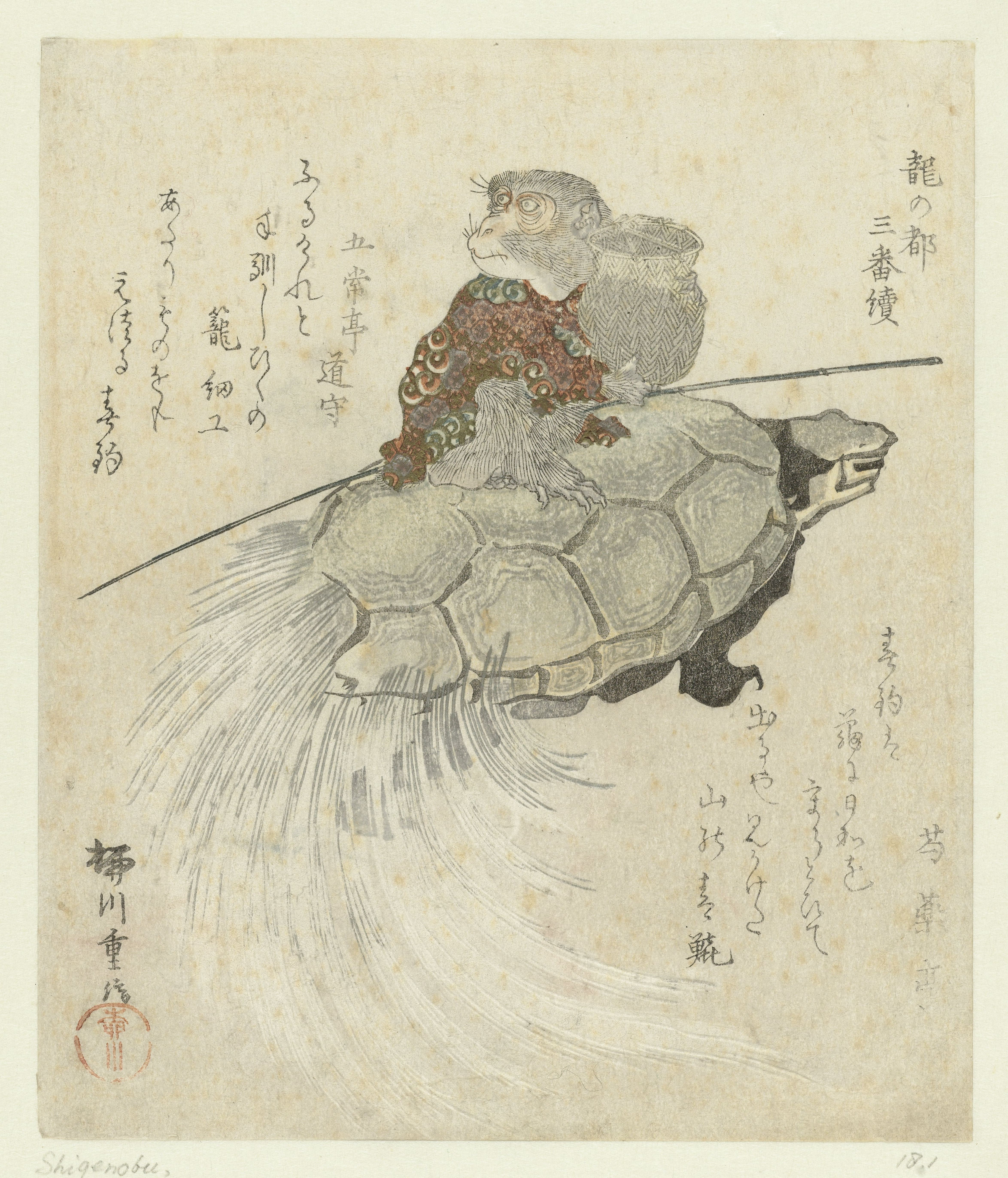
Illustration de la variante du récit d’Urashima Tarō, représentée par un singe pêcheur sur le dos de la minogame.

Dans l’absolu, la figure de la minogame reste relativement similaire à celle des tortues ordinaires, lorsqu’il est question de représenter une tortue dans une fiction présentant des événements extraordinaires associé à une tortue, la minogame y est souvent représentée, sans pour autant être mentionnée spécifiquement. La raison pour laquelle cette tortue est parfois associée aux océans vient du fait qu’elle a servi de modèle dans de nombreuses illustrations du conte Urashima Tarō, un conte dans lequel un jeune pêcheur sauve une tortue, et en retour cette dernière l’emmène au palais du roi-dragon pour y rencontrer la princesse Otohime. Une variante dans laquelle le pêcheur humain est remplacé par un singe existe également et a fait l'objet de nombreuses illustrations.

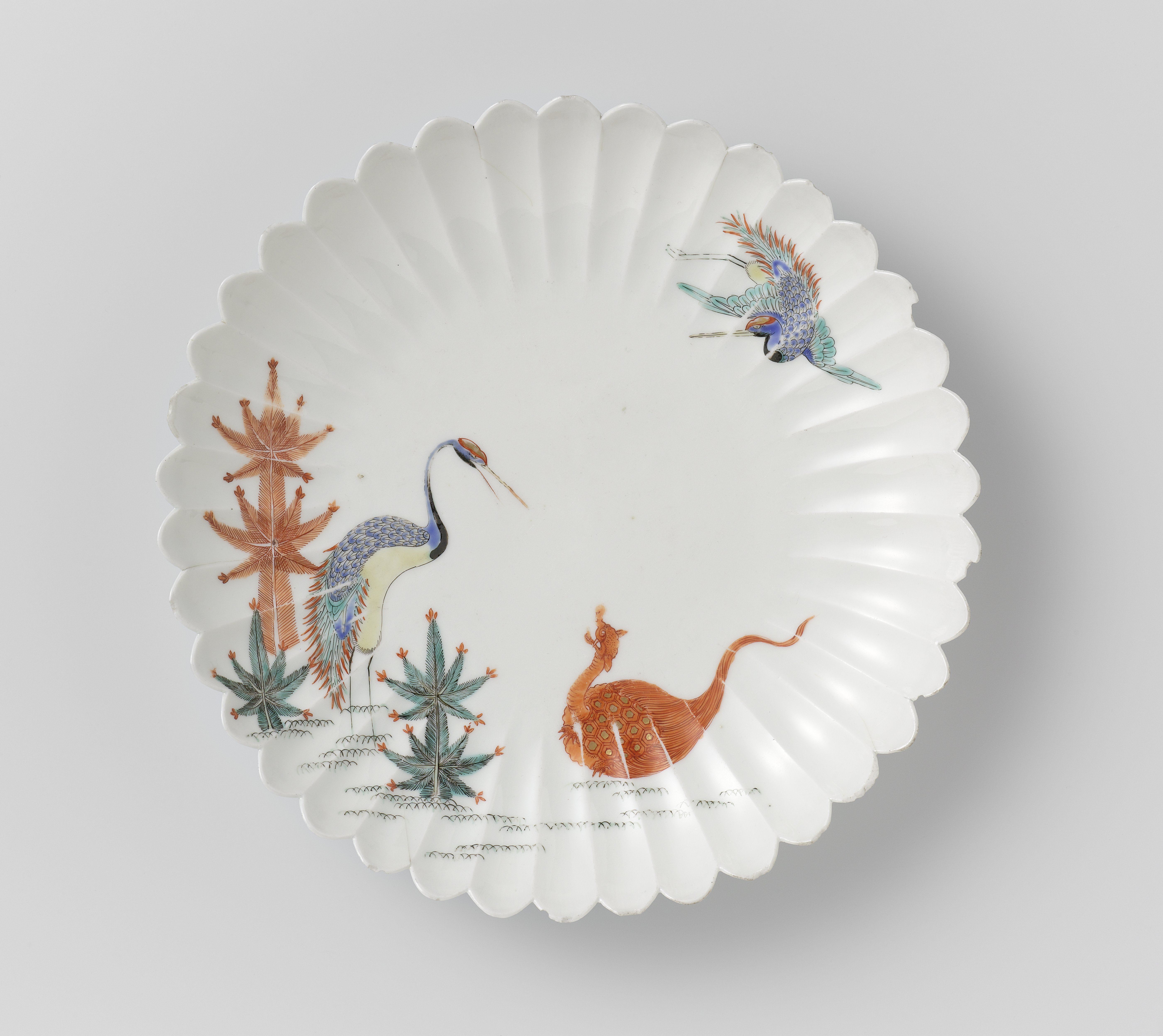
Un bol en céramique marqué du motif tsurukame (鶴亀) accompagné d’une pousse de pin.

La caractéristique particulière de l’animal évoquant une impression de vieillesse et d’éternité est très souvent représenté sur les étoffes, comme les kimono et les futons, mais aussi sur différents objets solides, comme des brûles parfums. L’excroissance sur la carapace ondulante est parfois associée artistiquement au temps qui passe. C’est pourquoi, l’animal est très souvent associé à la prospérité et une forte longévité, lui donnant la capacité de vivre 10 000 ans, lui faisant acquérir une grande sagesse. L’animal est parfois représentée aux côté d’une grue, elle aussi symbole de longévité, sous le terme de tsurukame (鶴亀 ; tortue-grue). La tortue est parfois représentée aux pieds de la divinité Jorōjin.

## Dans la culture populaire
- Dans la franchise cross-média Pokémon, Carapuce, Carabaffe et Terapagos, sont inspirés du minogame.